# Рудник Булоло
Рудник Булоло — колишній гірничодобувний майданчик у Меланезії, в державі Папуа Нова Гвінея, в межах золоторудного поля Моробе за шість десятків кілометрів на південний захід від Лае.
Ще в 1910 році знайшли алювіальний розсип золота поблизу Вау, а в 1920-х тут почали активну роботу численні старателі. Були присутні в районі і великі копальні, як то належні компанії NGG рудники Еді-Крік та Голд-Рідж, а також рудник Булоло, яким опікувалась канадська Placer Development (безпосередньо роботи вела компанія-оператор Bulolo Gold Dredging Pty).
Видобуток вели відкритим способом за допомогою ківшевих земснарядів, вага яких у зібраному стані могла досягати 4 тисяч тонн. Враховуючи відсутність в районі дорожньої інфраструктури, земснаряди доправили до порту Лае, а потім перевозили на аеродром Булоло транспортними літаками (є відомості, що обсяг зазначених авіаперевезень, які припали на 1930—1931 роки, перевищив сукупний обсяг авіаційних вантажних перевезень за той же період в усьому іншому світі).
Видобуток стартував у 1932-му та досягнув піку в 1940-му, коли змогли випустити 5,8 тонн золота.
У січні 1942-го японці здійснили бомбардування аеродрому Булоло, після чого всіх іноземців евакуювали, при цьому зруйнували більшість об'єктів рудників та інфраструктури. Втім, в 1948-му рудник Булоло знову почав видобуток, а на 1951-й припало відновлення останнього земснаряду. При цьому важливою зміною було радикальне зменшення транспортних перевезень літаками, оскільки під час бойових дій союзники проклали дорогу між Вау та Лае (можливо відзначити, що за останній населений пункт у 1943-му відбулась багатомісячна битва, а у Вау перебувала важлива база союзних сил).
У 1966-му рудник Булоло припинив свою роботу.